# Satellite (canción de Nickelback)
«Satellite» es una canción de la banda de rock canadiense Nickelback, lanzado a través de Republic Records el 25 de marzo de 2015 como el quinto sencillo de su octavo álbum de estudio No Fixed Address (2014). Una "balada poderosa" de pop rock sobre un amor que lo abarca todo, la canción fue escrita por los miembros del grupo Chad Kroeger y Ryan Peake con Josh Ramsay y David Hodges. Nickelback coprodujo la canción con Chris Baseford. 
La canción fue luego distribuida en las estaciones de radio contemporáneas para adultos más populares en los Estados Unidos el 11 de mayo de 2015 como el tercer sencillo pop del álbum en América del Norte.

## Lanzamiento y promoción
En enero de 2015, Universal Music Alemania anunció "Satellite" como el segundo sencillo europeo del álbum, con una fecha de lanzamiento aún por determinar. Nickelback optó por tres lanzamientos específicos por región para el segundo sencillo pop del álbum después de "What Are You Waiting For?": "Miss You" se lanzó en el Reino Unido y "She Keeps Me Up" se lanzó en América del Norte, ambas en febrero de 2015, y "Satellite" se lanzó en Europa continental. Este lanzamiento se materializó el 23 de marzo de 2015.
El grupo subió un video oficial con la letra de la canción el 18 de marzo de 2015. Republic Records anunció que "Satellite" sería el tercer sencillo pop del álbum en los Estados Unidos y lanzó la canción al formato de radio de adultos contemporáneos el 11 de mayo de 2015. "Satellite" también se lanzó como el tercer sencillo de radio en el Reino Unido y se agregó a la lista B de BBC Radio 2 para la semana que finalizó el 23 de mayo de 2015.

## Video musical
El video musical oficial de "Satellite" fue dirigido por Nigel Dick y forma la segunda mitad de una historia de dos partes que comienza en el video de "Get 'Em Up". Ambos videos se estrenaron el 25 de junio de 2015. Tras el intento fallido de robo a un banco del primer video, el protagonista y su novia huyen de las autoridades. El clip muestra a los dos disfrutando de unos minutos de convivencia en una casa en la que han entrado a robar. Al final del video, los dos son arrestados.

## Posicionamiento en lista
| Lista (2015–16)    | Posición |
| ------------------ | -------- |
| Canadá (Canada AC) | 42       |